# بطاريق عملاقة إيكائية غطاسة
بطاريق عملاقة إيكائية غطاسة (الاسم العلمي: Icadyptes) هي جنس منقرضٌ من البطاريق العملاقة خلال الإيوسيني المتأخر، سكن في المناطق الاستوائية في بيرو أمريكا الجنوبية منذ 36 مليون سنة. وأطلق عليه هذا الاسم نسبة إلى إقليم إيكا.